# White Hall (Arkansas)
White Hall es una ciudad ubicada en el condado de Jefferson en el estado estadounidense de Arkansas. En el Censo de 2010 tenía una población de 5526 habitantes y una densidad poblacional de 303,03 personas por km².

## Geografía
White Hall se encuentra ubicada en las coordenadas 34°16′31″N 92°6′2″O / 34.27528, -92.10056. Según la Oficina del Censo de los Estados Unidos, White Hall tiene una superficie total de 18.24 km², de la cual 18.07 km² corresponden a tierra firme y (0.89%) 0.16 km² es agua.

## Demografía
Según el censo de 2010, había 5526 personas residiendo en White Hall. La densidad de población era de 303,03 hab./km². De los 5526 habitantes, White Hall estaba compuesto por el 83.77% blancos, el 10.6% eran afroamericanos, el 0.31% eran amerindios, el 3.82% eran asiáticos, el 0.04% eran isleños del Pacífico, el 0.38% eran de otras razas y el 1.09% pertenecían a dos o más razas. Del total de la población el 1.41% eran hispanos o latinos de cualquier raza.